# Адольфув (Зґерський повіт)
Адольфув (пол. Adolfów) — село в Польщі, у гміні Зґеж Зґерського повіту Лодзинського воєводства.